# やっぱりSが好き〜SAY YOU! LOVE ME!
『やっぱりSが好き〜SAY YOU! LOVE ME!』（やっぱりエスがすき セイユー ラブミー）は、2018年1月7日（6日深夜）から2019年12月28日までラジオ日本で放送されていたラジオ番組である。

## 番組概要
81プロデュースの所属声優である福緒唯・南早紀・向井莉生の3人によるラジオ番組。
Twitterでのリアルタイム実況を促進しており、放送時には公式Twitterにてパーソナリティの写真や動画が投稿されていた。

## 放送時間
- 毎週日曜 2:00 - 2:30（土曜 26:00 - 26:30）

## コーナー
- 罵倒ショコラ
- 23区を制覇しちゃおう

## ゲスト
| 放送回 | 放送日                    | ゲスト                     |
| ------ | ------------------------- | -------------------------- |
| 第24回 | 2018年6月17日（16日深夜） | 上田麗奈                   |
| 第31回 | 2018年8月5日（4日深夜）   | 巴奎依、広瀬ゆうき（A応P） |
| 第32回 | 2018年8月12日（11日深夜） | 巴奎依、広瀬ゆうき（A応P） |
| 第48回 | 2018年12月2日（1日深夜）  | 上田麗奈                   |
| 第60回 | 2019年2月24日（23日深夜） | 古賀葵                     |
| 第62回 | 2019年3月10日（9日深夜）  | 上田麗奈                   |

## 関連番組
- だからBもスキ〜バスケットビスケット〜 - 2018年12月2日から2019年12月1日まで放送されていた本番組の後続番組で、3x3バスケットボールの番組。81プロデュースの声優がこちらでもメインMCを担当していた。